# Salmo 118
Il salmo 118 (117 secondo la numerazione greca) costituisce il centodiciottesimo capitolo del Libro dei salmi.
È anche detto Salmi dell'Hoshanna perché si recitava nell'ultimo giorno della Festa delle capanne (Hoshanna Rabbah). La tradizione prevedeva che dalla piscina di Siloe, a sud della capitale, si attingesse dall'acqua che processionamente veniva portata all'interno del Secondo Tempio di Gerusalemme per benedirne l'altare, passando attraverso la Porta delle Acque. Durante l'ottavo e ultimo giorno della festa, i fedeli giravano per sette volte intorno all'altare recitando il Salmo 118.